# Oxycephala cornigera
Oxycephala cornigera es una especie de insecto coleóptero de la familia Chrysomelidae descrita en 1838 por Guérin-Méneville.